# István Batházi
István Batházi (Budapest, 16 dicembre 1978) è un ex nuotatore ungherese.

## Carriera
Fortemente specializzato nei misti, si è laureato una volta campione europeo sulla distanza dei 400 metri.

## Palmares

### Competizioni internazionali
- Europei

Helsinki 2000: oro nei 400m misti.
Berlino 2002: argento nei 400m misti.